# Raionul Lubnî, Poltava
Lubnî (în ucraineană Лубенський район, transliterat: Lubenskîi raion) este un raion în regiunea Poltava, Ucraina. Are reședința la Lubnî.
Are o suprafață de 5.476,9 km². Populația este de 192.600 locuitori, determinată în 2020.